# Радде (село)
Радде — село в Облученском районе Еврейской автономной области, входит в состав Пашковского сельского поселения.

## География

Храм Живоначальной Троицы в с. Радде (полностью утрачена), 1900 г.

Стоит на левом берегу реки Амур, в пограничной зоне, въезд по пропускам.
Дорога к селу Радде идёт от города Облучье через сёла Пашково и Башурово.
Расстояние до Башурово — около 10 км, до Пашково — около 40 км, до районного центра города Облучье — около 75 км.

## История
Село основано в 1858 году казаками-переселенцами из Забайкалья. Названо в честь русского натуралиста Густава Ивановича Радде (1831—1903), работавшего в этих местах. В 1860—1861 году построен полностью деревянный храм Живоначальной Троицы, который в настоящее время утрачен.

## Население
| 1869 | 1879 | 1894 | 1901 | 1917 | 1923 | 1924 |
| ---- | ---- | ---- | ---- | ---- | ---- | ---- |
| 443  | ↗519 | ↘498 | ↗565 | ↗600 | ↗703 | ↘675 |
| 1926 | 1992 | 2002 | 2010 |      |      |      |
| ↘617 | ↘572 | ↘563 | ↘429 |      |      |      |

## Улицы
| - пер. Амурский, - ул. Денисова, - ул. Днепропетровская, - ул. Интернациональная, - ул. Набережная, | - ул. Нагорная, - ул. Пограничная, - ул. Центральная, - ул. Черёмушки, - пер. Школьный. |

## Экономика
Основное предприятие — ЗАО «Раддевское».

## Инфраструктура
В селе действуют отделение связи, основная школа, фельдшерско-акушерский пункт, библиотека, детский сад и клуб.